# غاريث هيوز (سياسي)
غاريث هيوز (بالإنجليزية: Gareth Hughes)‏ هو سياسي نيوزلندي، ولد في 31 أكتوبر 1981 في نيوزيلندا. حزبياً، نشط في حزب الخضر في أوتياروا. وقد انتخب عضو مجلس النواب النيوزيلندي وقد انضم خلال فترته النيابية ‏ للكتلة البرلمانية حزب الخضر في أوتياروا.